# Embuscades de Cornil
Seconde Guerre mondiale
 Libération de la Corrèze
Les embuscades de Cornil, au nombre de trois, sont des opérations montées les 27 mars 1944, 1er avril 1944 et 7 août 1944 en Corrèze par la Résistance intérieure française contre l'armée allemande d'occupation,.

## 1reembuscadede Cornil

### Contexte
Le 27 mars 1944, un groupe de 7 résistants de la 5e compagnie FTP de la Corrèze commandée par Jean Baldous arrive des bois de Malemort et se positionne un peu en aval du pont de Bonnel sur la commune de Cornil,.

### L'embuscade
De 6 heures du matin à 19 heures, aucun véhicule ennemi n'ayant apparu, le groupe décide de regagner son campement. C'est alors qu'une Traction Avant allant vers Brive les dépasse. Martial Raphael dit Tarzan utilise alors son fusil mitrailleur, faisant éclater les vitres du véhicule qui fonce à vive allure vers Brive sans demander son reste. Ils apprendront plus tard que le véhicule était occupé par des officiers et qu'ils avaient tous été blessés.

### Suite et représailles
Revenant à pied vers leur campement en longeant la route nationale 89, ils arrivent à la gare d'Aubazine, lieu à partir duquel la voie ferrée longe la route jusqu'à Brive. Le groupe décide de faire dérailler un train. Ayant fait stopper un convoi de marchandises, les Résistants font amener le convoi jusqu'au pont de Jayle sur la commune de Malemort où la locomotive est décrochée et les wagons laissés sur place. Après avoir conduit la machine à 2,5 km du pont, le chauffeur et le mécanicien prennent la direction de Brive pendant que les FTP lancent la motrice qui écrase 7 ou 8 wagons bloquant ainsi la voie pour plusieurs jours.
Après le déraillement, l'équipe reprend le chemin du retour au camp situé à 1 km à vol d'oiseau du lieu de l'accident.
Il n'y eut aucune représailles à la suite de cette embuscade.
Seconde Guerre mondiale
 Libération de la Corrèze
Batailles
2e campagne de France
- Corse
- Limousin
- Ain et Haut-Jura
- Les Glières
- Ascq
- Division Brehmer
- Mont Mouchet
- Opérations SAS en Bretagne
- Bataille de Normandie
- Guéret
- Brigade Jesser
- Cornil
- 1er Tulle
- 2e Tulle
- Argenton-sur-Creuse
- Oradour-sur-Glane
- 1er Ussel
- Saint-Marcel
- Saffré
- Mont Gargan
- Vercors
- Penguerec
- Lioran
- Égletons
- 2e Ussel
- Débarquement de Provence
- Port-Cros
- La Ciotat
- Toulon
- Martigues
- Marseille
- Nice
- Rennes
- Saint-Malo
- Brest
- Paris
- Mont-de-Marsan
- Montélimar
- Maillé
- Écueillé
- La Saulx
- Meximieux
- Nancy
- Colonne Elster
- Dunkerque
- Arracourt
- Saint-Nazaire
- Lorient
- Metz
- Royan et de la pointe de Grave
- Campagne de Lorraine
- Colmar

Front d'Europe de l'Ouest
Front d'Europe de l'Est
Campagnes d'Afrique, du Moyen-Orient et de Méditerranée
Bataille de l'Atlantique
Guerre du Pacifique
Guerre sino-japonaise

## 2eembuscadede Cornil

### Contexte
Le 1er avril 1944, à 6h30, le même groupe de 7 résistants de la 5e compagnie FTP de la Corrèze, toujours commandés par Jean Baldous se positionnent au lieu-dit Bonnel, commune de Cornil, à 500 mètres environ à vol d'oiseau du bourg,. Le groupe se poste sur une falaise d'une dizaine de mètres de haut, située sur le côté Nord de la route nationale 89, permettant un itinéraire de repli facile à travers la forêt, avec au Sud la rivière Corrèze où l'endroit est particulièrement encaissé et tortueux.

### L'embuscade
Vers 9 heures, deux véhicules, contenant une trentaine d'Allemands, venant de Tulle sont immédiatement mitraillés par Martial Raphael dit Tarzan.
Les dégâts semblent importants chez l'ennemi. Un véhicule de type Kübelwagen, et un autre de type SdKfz comprenant 21 policiers de la Schutzpolizei, avec 3 fusils mitrailleurs, sont immobilisés et plusieurs d'entre eux sont fauchés, les autres étant cloués dans les fossés.
Cependant, les deux véhicules sont rejoints par une importante colonne de la Wehrmacht transportant de l'essence et escortée de GMR arrivant de Brive qui se trouve alors bloquée.
Les soldats allemands, désorientés par l'écho de la fusillade, tirent dans tous les sens, pensant être assaillis par un nombre très important de résistants.
Ils sont rapidement rejoints par des éléments de la LNA sous les ordres de Henri Lafont qui arrivent de Tulle.
Le combat est rude, les FTP coincés entre la RN89 et la route de Poumeyrol se défendent avec acharnement à tel point que les miliciens Nord-Africains y laissent 2 tués.
Vers 20 heures, les Résistants décrochent un à un, se dispersent à travers la forêt, et rejoignent vers 4h du matin le camp de Venarsal, à l'exception de Martial Raphael dit Tarzan qui, blessé, a tiré jusqu'à épuisement de ses 10 chargeurs de FM avant d'être fait prisonnier.

### Suite et représailles du 1er avril
Après le combat, les Nord-Africains de Bonny-Lafont et les Allemands se dirigent sur le village de Cornil, situé en hauteur, et tirent à l'aveuglette faisant 1 mort et des blessés. Ils entrent dans les maisons, les pillent et font une cinquantaine d'otages, dont le maire et le curé. Ceux-ci sont rassemblés au centre du bourg et emmenés sur le lieu de l'embuscade, où ils rejoignent les 4 ouvriers de la carrière.
Le SD et la LNA de Lafont prennent 9 otages dans Cornil qui sont amenés à Tulle avec le FTP fait prisonnier (M. Raphaël dit Tarzan).
À Tulle, ils prennent 40 otages supplémentaires et les agents SD apprennent au Préfet Trouillé que parmi les pertes allemandes il y a le Ostuf Karl Keller, bras droit du Hstuf August Meier commandant de la Police de sûreté et du service de sécurité qui a été tué et qu'un Zugwachtmeister de la Schutzpolizei a été grièvement blessé. Une partie des troupes s'installent au bourg et à l'asile de Rabès située à la sortie du village.

### Suite et représailles du 2 avril
Le 2 avril, vers 7 heures du matin, des camions allemands entrent dans Venarsal et se dirigent immédiatement vers le camp FTP situé à la Jarrige au fond d'une petite vallée près d'un ruisseau.
Aussitôt, les Résistants s'enfuient emportant les armes mais ils sont repérés : ils essuient des tirs de mitrailleuses.
La région est passée au peigne fin, plusieurs colonnes allemandes convergent : ils se trouvent alors encerclés. Ils se cachent alors dans une creuse boisée ou pendent des racines d'arbres dans un terrain meuble. Plusieurs détachements passent à proximité sans les découvrir et à la nuit tombée, les recherches cessent.
Furieux de cette déconvenue, ils prennent Messieurs Thomas Rougier et L. Thomas, maire de Venarsal, comme otages, et les fusillent.
Ce même 2 avril, à 16 heures dans la cour de la prison de Tulle sont fusillés en représailles, :
1. Martial Raphael[6],[16],[17], né le 20 avril 1922 à Nalliers, y demeurant, « bandit » ayant pris part à l'attaque.
2. Raymond Faro[18],[19], né le 18 mars 1909 à Alger, chef régional de l'Armée secrète-MUR, organisateur de camp de bandes de la région et organisateur de sabotages, demeurant 20 rue du Puy-Blanc à Brive.
3. Pierre Borély, né le 5 août 1901 à Courbevoie[20],[21], directeur d'une organisation de sabotage du système télégraphique des organisations réunies de résistance, demeurant à Roussoles quartier de Tulle.
4. Jean Fredon, dit Benoît, né le 4 juillet 1911 à Cussac[22],[23], communiste, ayant assassiné des ressortissants français, demeurant à Fougeras village d'Oradour-sur-Vayres.
5. André Lagrafeuille, né le 17 septembre 1920 à Chamboulive[24],[25], communiste, ayant assassiné des ressortissants français, demeurant à Latronche village du Lonzac.
6. Henri Bourg, né le 14 mai 1923 à Chamboulive[26],[27], communiste, ayant assassiné des ressortissants français, demeurant 10 rue du Pont-Neuf à Souillac quartier de Tulle.

### Suite et représailles des jours suivants
Le 3 avril, vers 3 heures du matin, le groupe de FTP sort de sa cachette, franchit la Corrèze et se dirige vers le département du Lot en restant caché toute la journée. Vers 4h30, les recherches allemandes continuent.
Le 4 avril, les FTP approchent du Lot et apprennent que des représailles ont eu lieu à Noailles et Jugeals-Nazareth. Ils restent cachés la journée.
Le 5 avril, continuant leur marche vers le Sud, ils arrivent à la limite des départements de la Corrèze et du Lot où ils sont recueillis par des paysans. Ils se cachent dans les bois durant 2 jours puis remontent vers le Nord afin de reprendre contact avec la 5e compagnie FTP de la Corrèze.
Le 8 avril, les 9 otages sont libérés et les troupes allemandes quittent le village.
Seconde Guerre mondiale
 Libération de la Corrèze

## 3eembuscadede Cornil

### Contexte
Le 7 août 1944, la 232e compagnie FTP de la Corrèze, forte de 90 hommes armés de fusils-mitrailleurs, de mitraillettes Sten et Thompson, de fusils, revolvers et grenades, commandée par Émile Mazaud prennent position route nationale 89 au lieu-dit le Pont de Cornil.

### L'embuscade
À 12 h 30, 9 camions et 3 voitures en convoi sont mitraillés.
Durant une demi-heure, le combat fait rage : plusieurs dizaines d'Allemands sont tués, dont le commandant de la garnison de Tulle, ou blessés.
À l'exception du véhicule de tête qui a réussi à passer sans encombre, les autres sont renversés ou incendiés.

### Après la3eembuscade
Le 17 août 1944, l'acte de reddition de la garnison allemande de Tulle est signée au Pont-de-Cornil.
La signature eut lieu dans un hôtel, aujourd'hui disparu, qui était situé sur la commune de Chameyrat juste à la limite des deux communes,.

### Postérité
Les 5 et 6 juin 2019, la 3e Compagnie de combat du 126e Régiment d'Infanterie, stationné à Brive-la-Gaillarde, a commémoré la 3e embuscade de Cornil en la rejouant précisément sur les mêmes emplacements. Après un raid nocturne de plus de 25 km en équipement de combat et avec mitrailleuses lourdes, se terminant par une mise en place en rappel, les 150 "Bisons" ont simulé la destruction d'un convoi ennemi à l'aube avant de s'exfiltrer vers le village.
Ce raid a été l'occasion de rendre hommage aux Résistants, plus précisément au sergent FTP René Caudy, tué lors de l'embuscade, et dont l'opération portait le nom.
Depuis cette date, la 3e Compagnie du 126e RI est jumelée avec la commune de Cornil.